# Jan Assmann
Jan Assmann (Langelsheim, 7. srpnja 1938. – Konstanz, 19. veljače 2024.), njemački egiptolog, arheolog i grecist.

## Životopis
Rođen 1938. godine. Studirao je egiptologiju, klasičnu arheologiju i grecistiku u Münchenu, Heidelbergu, Parizu i Göttingenu. Od 1976. do 2003. bio je redoviti profesor za egiptologiju u Heidelbergu; gostujući profesor u Parizu (College de France, Ecole Pratique de Hautes Études, EHESS), Jeruzalemu (Hebrew University, Dormition Abbey) i u Sjedinjenim Američkim Državama (Yale, Houston).
Od 1967. godine sudjeluje u epigrafsko-arheološkom terenskom radu u zapadnoj Tebi (grobovi činovnika iz vremena dinastije Ramesida i Saiskog razdoblja). Objavio brojne knjige i članke o egipatskoj religiji, povijesti, književnosti i umjetnosti kao i o općoj teoriji kulture (Kulturno pamćenje) i znanosti o religiji (Monoteizam i kozmoteizam). Zajedno sa suprugom Aleidom Assmann osnovao je 1978. kružok koji se bavi "arheologijom književne komunikacije" i priredio tri zbirke eseja: Pismo i pamćenje, Kanon i cenzura i Mudrost. Član je brojnih znanstvenih institucija, a suizdavač je i sabranih djela Thomasa Manna.

## Nagrade
Za svoj je rad odlikovan brojnim priznanjima kao što su Istraživačka nagrada Max Planck (1996.) i Njemačkom povjesničarskom nagradom (1998.).

## Vanjske poveznice
Jan Assmann: Publikacije u Propylaeum-DOK-u